# 岩田礼 (言語学者)
岩田 礼（いわた れい、1952年9月26日 - ）は、日本の言語学者であり、いわゆる中国語を対象とした言語地理学を専門とする。金沢大学名誉教授。

## 概要
1952年岐阜県生まれ。
1975年3月東京外国語大学外国語学部を卒業、1980年東京大学人文科学研究科中国語学博士課程単位取得。
熊本大学助手、講師。静岡大学助教授、教授。愛知県立大学教授を経て、2003年4月より金沢大学教授、2014年4月より金沢大学人間社会学域人文学類長、2018年3月31日金沢大学を定年退職。2018年4月より新設の公立小松大学国際文化交流学部教授、学部長。2022年3月退職。
中国語学を専門分野とし、特に中国語方言の研究において言語地理学の方法を適用した通時的研究を進めるとともに、音声の実験音声学的研究と声調を中心とする音韻の理論研究に取り組んでいる。

## 経歴
- 1975年、東京外国語大学外国語学部中国語学科卒業
- 1977年、東京大学人文科学研究科中国語学修士課程修了
- 1980年、東京大学人文科学研究科中国語学博士課程退学
- 1981年-1986年、熊本大学助手、講師
- 1986年-1997年、静岡大学助教授
- 1997年-1999年、静岡大学教授
- 1999年-2003年、愛知県立大学教授
- 2003年-2018年、 金沢大学教授
- 2018年-2022年、公立小松大学教授

## 研究

### 中国語方言の言語地理学的研究
中国語方言を対象として言語地理学的な研究を進めてきた。
出発点は、南京大学留学中の1980年に江蘇省連雲港地域を対象として実施した現地調査。その後数回の調査を経て同地域に関する一連の論文を公表した。
1989年からは、中国言語地理学の先駆者W・A・グロータース著作の翻訳（1994年邦訳出版、2003年中国語訳出版）を通じて、実践に基づく言語地理学の理論化を図り、国内で研究グループを組織して中国語方言全国地図の作成を開始した。
あしかけ20年に及ぶ共同研究の成果は，2009年及び2012年に『漢語方言解釈地図　The Interpretative Maps of Chinese Dialects』と題する2冊の地図集として公刊された。
2017年にBrillより出版された中国語学辞典でも、「Dialect Geography」, 「Dialect and language Atlases of China」という２項目の執筆者となるなど欧米でも知られている。

### 中国語音声に関する実験音声学的研究
1977年から1989年にかけ，東京大学医学部音声言語医学研究施設において、沢島政行教授、廣瀬肇教授、新美成二教授等の指導を受けながら、ファイバースコープや筋電図によって、中国語の子音，声調発声時の喉頭調節を観察した。

### 中国語声調に関する理論的研究
中国各地の方言におけるTone sandhi（連読変調）と呼ばれる現象について，中和理論(neutralization theory)に基づく分析を進めている。

## 著書・訳書・論文

### 著書
- 『中國江蘇・安徽・上海兩省一市境内親屬稱謂的詞的地理分布』、好文出版、1989年3月
- 『汉语方言解释地图 (The Interpretative Maps of Chinese Dialects)』（編著）、白帝社、2009年12月
- 『汉语方言解释地图(续集) (The Interpretative Maps of Chinese Dialects, Volume Two)』、好文出版、2012年 2月（編著）
- IWATA Ray and Fumiki SUZUKI eds.  Archive of The Interpretative Maps of Chinese Dialects, Studies in Geolinguistics, Archive series No.1, 2025.   DOI: 10.5281/zenodo.15496739

他3冊(翻訳書2冊を含む)　

### 論文
- 「連雲港市方言的連讀變調｣，『方言』1982年第4期, 中国社会科学出版社，北京，pp.285-296，1982年11月.
- 「江蘇・安徽両省における親族称謂形式の地理的分布と古称謂体系の再構」，尾崎雄二郎・平田昌司編『漢語史の諸問題』，京都大学人文科学研究所共同研究報告，pp.207-272，1988年3月.
- 「漢語方言入聲音節的生理特徴：兼論入聲韻尾的歴時變化」，『第一屆中國境内語言曁語言學國際研討会論文集』，中央研究院歴史語言研究所, 台北，pp.523-537，1992年4月.
- 「漢語方言“祖父”“外祖父”称謂的地理分布－方言地理学在歴史語言学研究上的作用」，『中国語文』1995年第3期(総246期)，商務印書館，北京，pp.203-210，1995年5月.
- “Linguistic Geography of Chinese Dialects - Project on Han Dialects (PHD)-” Cahiers de Linguistique Asie Orientale, Vol.24-2, EHESS-CRLAO, Paris, pp.195-227, November 1995.
- 「声調言語におけるピッチの“上げ”と“下げ”について－タイ語、蘇州語の筋電図」 《音声研究》第1卷第3号, 日本音声学会，pp.14-22，1997年12月.
- “The Jianghuai Area as a Core of Linguistic Innovation and Diffusion: A Case of the Kinship Term "ye爺"”. In Memory of Professor Li Fang-kuei:Essays of Linguistic Change and the Chinese Dialects, University of Washington and Academia Sinica, pp.179-196, September 2000.
- 「漢語方言〈明天〉、〈昨天〉等時間詞的語言地理学研究」，『中国語学』254号，日本中国語学会，pp.1-28，2007年11月.
- “Chinese Geolinguistics: History, Current Trend and Theoretical Issues”, Dialectologia, Special Issue 1, http://www.publicacions.ub.edu/revistes/dialectologia1/, Universitat de Barcelona, pp.97-121, 2010.
- 「北方方言-lə-中綴及kəʔ-前綴的来源—“腋”義詞的方言地図」，厳翼相主編『中国方言中的語言学与文化意蘊』，Seoul：韓国文化社, pp.8-38，2011年9月.
- 「聲調調値演變的微觀探討：以江蘇東北角的方言為例」，《語言曁語言學》專刊『語言時空變異微觀』，中央研究院語言研究所，台北，pp.225-251，2012年6月.
- “Chinese tonal neutralization across dialects: From typological, geographical, and diachronic perspectives”, Kubozono, Haruo and Mikio Giriko eds. Tonal Change and Neutralization, Phonology and Phonetics Series 27, DE GRUYTER MOUTON, Berlin, pp. 156-199, March 2018.

他に論文43編，科研費研究成果報告書6冊，辞典項目執筆2編，書評3編，国際会議予稿集17編，教材，国内会議予稿集，書籍紹介等16編